# Bamberg
Bamberg egy járási jogú város Németországban, a Bajor Szabadállam Felső-Frankföldi kerületében, a Regnitz folyó partján. A város a Bambergi főegyházmegye érseki központja. Történelmi belvárosa a legnagyobb sértetlen városmag Németországban, mely 1993 óta szerepel az UNESCO német világörökségi listáján. Híres felsőoktatási intézménye az 1647-ben alapított Otto Friedrich Egyetem. Óvárosában olyan nevezetes épületek találhatók, mint a középkori Szent Péter és Szent György-székesegyház, a régi városháza és a bambergi lovasszobor is.

## Történelme
Nevét egy 902-ből származó oklevél említette először Castrum Babenbergnek, s az uralkodó Babemberg hercegi család nevének elferdítésével lett a város Bamberg.
Azon a dombon, ahol most a Dóm áll, a Babenberg hercegi család építtette fel az Új-várat (Neue Burg). Az Új-várat 973-ban II. Ottó császár Henrik bajor hercegnek adományozta, az ő fia pedig II. Henrik császár, 1007-ben az általa alapított püspökségnek ajándékozta.
A Babenberg hercegi család egyik tagjával kapcsolatban magyar vonatkozású emlékek is maradtak fenn: A család egyik sarjának, Andechs-Merániai Eckbert bambergi püspöknek a nővére volt ugyanis Gertrúd, II. András magyar király felesége. E családot nevezték Merániaknak. Övék volt többek között a bajor felvidéken, Passautól délre, az Inn folyó partján megépített Neuburg vára, valamint fél Tirol, Dalmácia, Isztria, és két burgund grófság is.
Eckbert püspök először pápai követként járt Esztergomban, majd miután részt vett a Sváb Fülöp király elleni összeesküvésben és császárgyilkosságban sógorához menekült. II. András a Szepességben ajándékozott neki birtokot. Eckbert II. Andrást elkísérte a keresztes hadakkal a Szentföldre is. Miután a pápa feloldotta az Eckbert fejére kimondott átkát, a püspök visszatérhetett Bambergbe és itteni várába. Később menedéket adott unokahúgának, Gertrúd és II. András lányának, az elűzött özvegy thüringiai őrgrófnénak: Árpád-házi Szent Erzsébetnek.
A harmincéves háborúban a várost a svédek foglalták el, a hétéves háborúban pedig a poroszok.
A várost a lunéville-i béke határozata alapján Bajorországhoz csatolták. 1854. május 25-26-án rendezték meg Nassau, Kurhessen, Baden, Hannover, Szászország, Württemberg tartományok a bambergi konferenciát.
1919-ben a Bajor Tanácsköztársaság része lett, majd visszakerült Németországhoz.
1945-ben az amerikaiak foglalták el. 1948-ban a Német Szövetségi Köztársaság része lett.

## Nevezetességei
Egyik híres épülete a régi városháza.
Székesegyházában van egy magyar vonatkozású szobrászművészeti emlék: a nevezetes „bambergi lovas”. A lábát kengyelben tartó lovas fegyvertelen. Feltételezések szerint Szent István királyt ábrázolták a szobron.
Az 1695–703 között épült barokk püspöki palotát tartják a jeles építész Leonhard Dientzenhofer fő művének. A Szent Márton-templom építését az ő bátyja, George Dientzenhofer kezdte el, de halála utána a munkát Leonhard Dientzenhofer fejezte be
A Gönninger-kápolna 1761–1768 között épült.

## Közlekedés

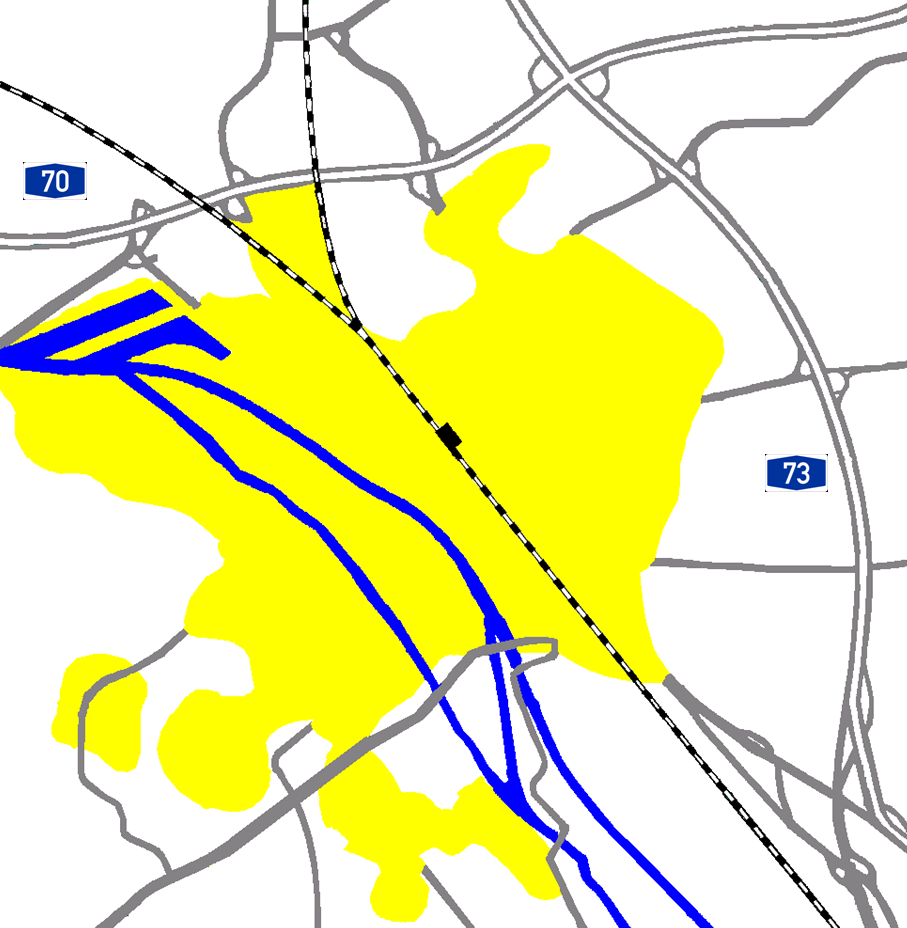

### Közúti
A várost érinti az A70-es és A73-as autópálya.

## Népessége
| Lakosok száma | 11 500 | 19 385 | 41 823 | 54 161 | 74 115 | 69 100 | 71 167 | 73 331 | 77 592 | 80 580 |
|               | 1599   | 1808   | 1900   | 1933   | 1961   | 1987   | 2013   | 2015   | 2019   | 2023   |

## Politika
Der SPD-Fraktion gehört auch der Oberbürgermeister an.

## Híres személyiségek

### Híres szülöttei
- Annette von Aretin, a Bayerischer Rundfunk első tévébemondónője
- Hans Bayerlein festő
- Will Berthold író és sakk-szakértő
- Theodor Boveri biológus
- Walter Boveri cégalapító, Brown, Boveri & Cie (BBC)
- Brémai Ádám (Adam von Bremen) középkori történész, földrajztudós.
- id. Joachim Camerarius humanista, polihisztor és költő
- Christophorus Clavius matematikus és jezsuita szerzetes
- Karlheinz Deschner író, egyházkritikus
- Ignaz Döllinger gyógyszerész
- Ignaz von Döllinger jelentős katolikus teológus és egyháztörténész
- Hans Ehard jogász és politikus
- Michael Fahres zeneszerző
- Heinrich Finck karmester és zeneszerző
- Franz Froschmaier politikus
- Thomas Gottschalk televíziós műsorvezető
- Karl Höller zeneszerző
- Joachim Jacob, adatvédelmi szakértő
- Tanja Kinkel író
- III. Konrád német-római császár, Itália és Burgundia királya
- Max Joseph in Bayern, tulajdonképpen Maximilian Joseph in Bayern herceg (* 1808. december 4., † 1888. november 15.), a bajor népzene előmozdítója a XIX. században
- Hans Pleydenwurff festő
- Clemens von Podewils író, újságíró
- Sophie Dorothee von Podewils mesemondó és lírikus
- Johann Lukas Schönlein orvos
- Berthold Maria Graf Schenk von Stauffenberg katonatiszt a szövetségi haderőben
- August von Wassermann immunológus és bakteriológus
- Oscar Wassermann bankár és üzletember, 1869–1934

### További hírességek
- Johannes Junius (* 1573 Niederwehbach) polgármester 1614, 1617, 1621, 1624–1628, tanácsos 1608–1613, 1615–1616, 1618–1620, 1622–1623 1628-ban máglyahalálra ítélték és megégették, miután egy kétségbeesett levelében (Junius-Brief vom 28. Juli 1628) ártatlannak vallotta magát – a több napig tartó kínzások után továbbra is boszorkánymesternek nevezték.
- Karl Friedrich Gottlob Wetzel író, a „Fränkischen Merkur“ szerkesztője
- Georg Wilhelm Friedrich Hegel szerkesztőként dolgozott Bambergben és itt hozta nyilvánosságra a Phänomenologie des Geistes c. művét,
- E. T. A. Hoffmann a XIX. században az udvari színház karmestere volt,
- Thomas Dehler (1897–1967) liberális politikus, 1926-tól jogtanácsadó Bambergben, 1945 tanácsnok, később főállamügyész, 1947 tartományi igazságügyi miniszter
- Wilhelm „Willy” Messerschmitt (1898–1978) repülőgéptervező-mérnök. Ő alapította a „Flugzeugbau Messerschmitt GmbH”-t Bambergben.
- Hans Wölfel (1902–1944), szül. Bad Hall/Ausztria, 1929-től jogtanácsos Bambergben, hithű katolikus és a nemzeti szocializmus ellenzője, a nemzetiszocialista uralom alatt a Bamberger Wölfel-Kreis tagja valamint Thomas Dehlerhez és másokhoz hasonlóan a Robinsohn-Stassmann-Gruppe tagja is, 1943-ban beárulták, őrizetbe vették és Berlinbe szállították, 1944-ben a népbíróság halálra ítélte a Brandenburg/Havel-i börtönben kivégezték.
- Ida Noddack-Tacke vegyész a Rénium társfelfedezője, 1956-tól az Állami Geokémiai Kutatóintézetnél dolgozott.
- Hans Wollschläger író, évekig élt Bambergben.
- Paul Maar gyermekkönyv- és színházi szerző, Bambergben él.
- Helmut Pfleger sakkmester és író, az SC 1868 Bamberg valamikori játékosa
- Lothar Schmid sakknagymester és kiadó

## Testvérvárosai
- Bedford, Nagy-Britannia
- Esztergom, Magyarország
- Feldkirchen in Kärnten, Ausztria
- Prága, Csehország
- Rodez, Franciaország
- Villach, Ausztria

### „Támogatott” város
- A Beneš-dekrétumok miatt a szudétavidéki Troppauból elüldözött és eredeti hazájukban jogaiktól megfosztott németek „gyámságát” 1958 óta Bamberg látja el, emiatt is található itt a „Troppauer Platz” (Troppaui tér).
- A „Troppaui hagyományok” ápolására hozták létre a „Heimatkreisgemeinschaft Troppau e. V.”-t.

## Kultúra

### Múzeumok
- Historisches Museum – Történeti múzeum
- Stadtgalerie – Városi galéria
- Sammlung Ludwig – Lajos Gyűjtemény: porcelánok vannak itt.
- Neue Residenz mit Staatsgalerie
- Bamberger Krippenmuseum – Bambergi Bölcsődemúzeum
- Fränkisches Brauereimuseum im Kloster Michaelsberg – Frank sörfőzdemúzeum
- Diözesanmuseum Bamberg – Püspöki múzeum
- E.T.A.-Hoffmann-Haus – E. T. A. Hoffmann háza
- Feuerwehrmuseum – Tűzoltómúzeum
- Gärtner- und Häckermuseum – Kertészmúzeum
- Missionsmuseum – Misszionárius múzeum
- Naturkunde-Museum – Természetrajzi múzeum
- Polizeigeschichtliche Sammlung Bayern

### Színházak
- Theater der Schatten – Árnyékmúzeum
- E.T.A.-Hoffmann Színház
- Chapeau Claque
- Brentano Színház
- Bamberger Marionettentheater Loose – Marionett színház
- Anonyme Improniker
- Theater am Michelsberg – Michelsbergi színház
- Puppenbühne Herrnleben Bamberg mit dem Bamberger Kasperl
- Ensemble SatiriuM
- Kabarett „Die ÄH-Werker“

## Oktatás
- Egyetem

Otto-Friedrich-Universität Bamberg – Ottó Frigyes Egyetem. 9000 diák tanul itt.
- Gimnáziumok:

Clavius-Gymnasium, Dientzenhofer-Gymnasium, Eichendorff-Gymnasium, E.T.A. Hoffmann-Gymnasium, Franz-Ludwig-Gymnasium, Kaiser-Heinrich-Gymnasium, Maria-Ward-Gymnasium és a Theresianum.

## Polgármesterek
- 1945–1958: Luitpold Weegmann (CSU)
- 1958–1982: Theodor Mathieu (CSU)
- 1982–1994: Paul Röhner (CSU)
- 1994–2006: Herbert Lauer (független)
- 2006. május 1. óta: Andreas Starke (SPD)

### További, Bamberg nevű települések
- Bamberg (South Carolina)
- Neu-Bamberg

### Bamberg nevű személyek
- Georg Bamberg, MdB 1980–1990
- Eckbert von Bamberg, Bamberg püspöke 1203–1237
- Bambergi Szent Ottó, Bamberg valamikori szent beszédű püspöke

Bamberger (Bambergi) nevű személyekhez lásd: Bamberger.

### Egyéb Bamberg nevű dolgok
- Bamberg (Marskrater)